# 3.ª División de Infantería (Argentina)
La 3.ª División de Infantería (DI 3), llamada 3.ª División de Ejército hasta 1959, fue una división del Ejército Argentino en actividad desde 1917 hasta 1964, con asiento en Paraná y bajo la dependencia del Primer Ejército.

## Historia
En 1905 la 3.ª Región Militar estaba a cargo de la mesopotamia argentina.
En 1917 el alto mando creó cinco divisiones de ejército para descentralizar la tarea de las regiones militares, bajo dependencia directa del Ministerio de Guerra. La 3.ª División de Ejército, con comando en Paraná, formaba con cuatro regimientos de infantería en dos brigadas (9, 11, 12 y 13), cuatro de caballería (3, 6, 9 y 11) y el regimiento de artillería montado 3.
La política del ministro de guerra, general de división Agustín P. Justo, ajustó la fuerza incrementando la organización militar. En 1923 el ejército pasó de sistema binario a sistema ternario, eliminó las brigadas de infantería y artillería para dar lugar a comandos de infantería y artillería de división. La 3.ª División quedó formada con los regimientos 9, 11 y 12 de infantería.
En 1930 la división formaba con tres regimientos de infantería (9, 11 y 12), un regimiento montado (el 10), un regimiento de caballería (el 3) y un regimiento de artillería (el 3) y elementos de apoyo.
La demanda regional al apoyo de sanidad motivó la construcción de hospitales militares en el interior. En 1928 estaba habilitado el hospital militar divisionario con asiento en Paraná. En 1943 los hospitales militares de división centralizaron su dependencia en la dirección general de Sanidad.
En 1936 el alto mando resolvió crear divisiones de caballería. Los cuatro regimientos de caballería de división formaron la 2.ª División de Caballería con comando en Concordia. El crecimiento de divisiones motivó un cambio en conducción superior. Así, en 1938 el mando resolvió crear dos comandos de ejército (el primero y segundo), con asiento respectivamente en Rosario y Mendoza. La 3.ª División quedó encuadrada en el Primer Ejército.
En 1958 la división estaba organizada como 3.ª División de Infantería con asiento en Paso de los Libres y anexada al Primer Ejército con comando en Rosario.
El 30 de noviembre de 1960 se produjo un intento de golpe de Estado con ataques a los cuarteles del Regimiento 11 de Infantería con asiento en Rosario. El movimiento era peronista y estaba comandado por el general de brigada (retirado) Miguel Ángel Iñíguez. Los ataques simultáneos en Rosario y Tartagal no alcanzaron sus objetivos malogrando la intentona.
En 1960 el alto mando reorganizó la conducción superior en cinco cuerpos de ejército, eliminando los tres ejércitos. La 3.ª División pasó al Segundo Cuerpo de Ejército, con comando en Rosario. Así, en 1964 el mando reorganizó la fuerza en cuerpos y brigadas. Quedó disuelta la 3.ª División y sus unidades continuaron existiendo anexadas en otras formaciones. En la misma provincia fue creada la III Brigada de Infantería, con comando en Curuzú Cuatiá.

## Organización (1943)
- Comando de división, Paraná[2]
- Comando de Infantería
- Regimiento de Infantería 9, Corrientes
- Regimiento de Infantería 11, Rosario
- Regimiento de Infantería 12, Mercedes (provincia de Corrientes)
- Destacamento 3 de Exploración
- Comando de Artillería
- Regimiento de Artillería 3

## Asientos
- Paraná  (1917-1964)